# Дейнеженко, Михаил Никифорович
Михаил Никифорович Дейнеженко (1915—1977) — подполковник Советской Армии, участник Великой Отечественной войны, Герой Советского Союза (1945).

## Биография
Михаил Дейнеженко родился 29 сентября (по новому стилю — 10 октября) 1915 года в селе Рассошинцы (ныне — Черкасский район Черкасской области Украины) в крестьянской семье. После окончания начальной школы работал в отцовском хозяйстве, затем в колхозе, на фаянсовом заводе в городе Барановичи Брестской области Белорусской ССР. В 1937 году Дейнеженко был призван на службу в Рабоче-крестьянскую Красную Армию. В 1939 году окончил курсы младших лейтенантов. С июня 1941 года — на фронтах Великой Отечественной войны. Принимал участие в боях на Юго-Западном, Южном, Закавказском, Северо-Кавказском и 1-м Украинском фронтах. Участвовал в боях на Малой земле, освобождении Киева, Житомира, Праги, штурме Берлина. К январю 1945 года гвардии капитан Михаил Дейнеженко командовал батареей 40-й гвардейской пушечной артиллерийской бригады 3-й гвардейской армии 1-го Украинского фронта. Отличился во время освобождения Польши.
В ночь с 30 на 31 января 1945 года в районе города Кёбен (ныне — Хобеня) батарея Дейнеженко была атакована большой группой немецких автоматчиков при поддержке танков и артиллерии, пытавшихся захватить переправу через Одер. Дейнеженко организовал оборону, а когда противник подошёл вплотную, поднял все расчёты в атаку, вынудив его отступить. В том бою батарея уничтожила 2 танка, 1 БТР, 2 артиллерийских орудия, 3 миномёта, 20 пулемётов, более 200 солдат и офицеров противника.
Указом Президиума Верховного Совета СССР от 10 апреля 1945 года за «мужество, отвагу и героизм, проявленные в борьбе с немецкими захватчиками» гвардии капитан Михаил Дейнеженко был удостоен высокого звания Героя Советского Союза с вручением ордена Ленина и медали «Золотая Звезда».
После окончания войны Дейнеженко продолжил службу в Советской Армии. В 1952 году он окончил Высшую офицерскую артиллерийскую школу в Ленинграде. В 1955 году в звании подполковника он был уволен в запас. Проживал в городе Каменец-Подольском Хмельницкой области Украинской ССР. Скончался 15 июля 1977 года, похоронен на новом городском кладбище Каменец-Подольского.
Был также награждён орденами Александра Невского, Отечественной войны 1-й и 2-й степеней, двумя орденами Красной Звезды, рядом медалей.